# Rouge et Noir
Rouge et Noir (franska för "rött och svart") är en balett koreograferad av Léonide Massine med musik komponerad av Dmitrij Sjostakovitj. Henri Matisse formgav scenografin och kostymerna. Baletten hade urpremiär 1939.